# Rodrigo Contreras
Rodrigo Contreras Pinzón (Villapinzón, 2 de junho de 1994) é um ciclista profissional colombiano. Actualmente corre para a equipa cazaque de categoria UCI WorldTeam a Astana Pro Team.

## Palmarés
2013
- 1 etapa da Volta à Bolívia

2014
- 2º no Campeonato da Colômbia Contrarrelógio Sub-23
- Campeonato Panamericano Contrarrelógio Sub-23

2017
- 2º no Campeonato da Colômbia Contrarrelógio
- 1 etapa da Volta ao Tolima
- 2º no Campeonato Panamericano Contrarrelógio
- Jogos Bolivarianos Contrarrelógio

2018
- Volta ao Vale do Cauca, mais 1 etapa
- Volta a Tolima, mais 1 etapa
- Jogos Sul-americanos Contrarrelógio
- Jogos Centroamericanos e do Caraíbas Contrarrelógio
- 2 etapas da Volta à Colômbia

2019
- 1 etapa do Tour de Ruanda

## Equipas
- Colombia Coldeportes (2013)
- Coldeportes-Claro (2014-2015)
- Etixx-Quick Step (08.2015[2]-2016)
- Coldeportes Zenú (2017)
- EPM (2018)
- Astana Pro Team (2019-)